# Le Faucheur (Terry Pratchett)
Pour les articles homonymes, voir Le Faucheur.
Le Faucheur est le onzième livre des Annales du Disque-monde de l'écrivain anglais Terry Pratchett, publié en France en 1998.
L'œuvre originale fut publiée en 1991 sous le titre Reaper Man, avec une traduction de Patrick Couton.

## Résumé
Les contrôleurs de la réalité mettent La Mort à la retraite, n'appréciant pas son intérêt pour les humains. Plus personne n'étant là pour les guider vers l'au-delà, les morts-vivants commencent à pulluler sur le Disque-monde, et à Ankh-Morpork en particulier où l'absence de mort provoque un excès d'énergie vitale, donnant vie à de nombreuses choses inanimées, ce qui crée une pagaille encore jamais connue (une alliance entre prêtres et mages est même envisagée).
La Mort trouve du travail comme faucheur au pays de l'herbe octarine, chez mademoiselle Trottemenu, où il découvre la mortalité et ressent désormais le poids des secondes qui s'écoulent dans les fameux sabliers.

## Thèmes
- La mort, et ce qui se passe après (sur le même sujet, voir aussi Mortimer et Accros du roc) mais aussi avant et pendant.
- La vie et le temps qui passe.
- La relation entre les hommes.
- Les centres commerciaux qui entourent les grandes villes sont représentés dans ce roman comme des êtres vivants parasites, qui naissent dans les villes, se déplacent vers la périphérie et emmènent avec eux les habitants des villes, qui sont leur force vitale. Ces centres commerciaux naissent du fait des regroupements de caddies qui, eux, naissent de l'éclosion des boules de verres avec des paysages et de la fausse neige dedans (un objet insignifiant se transforme en un objet inoffensif).
- Plusieurs allusions à l'histoire de Le Fabuleux Maurice et ses rongeurs savants
- Une allusion est faite à Freddy lorsque l'on parle de la rue de l'Orme.

## Personnages
- La Mort, alias Pierre Porte ;
- Mademoiselle Trottemenu ;
- Madame Evadne Cake, médium, et sa fille Ludmilla, louve-garou ;
- Raymond Soulier, zombie qui lutte pour les droits des morts ;
- Les mages de l'Université de Invisible d'Ankh-Morpork :
  - Vindelle Pounze, mage mort-vivant,
  - Mustrum Ridculle, archichancelier,
  - L'économe aux nerfs fragiles,
  - Le major de promo,
  - Le doyen,
  - L'assistant des runes modernes,
  - Le bibliothécaire de l'université de l'invisible, orang-outan.